# بلشنفلو
بلشنفلو (به لاتین: Belchenflue) یک کوه در سوئیس است که در کانتون سولوتورن واقع شده‌است. بلشنفلو ۱٬۰۹۹ متر بالاتر از سطح دریا واقع شده‌است.